# Danilo Wyss
Danilo Wyss, (26 de agosto de 1985 em Orbe), é um ciclista suíço, membro da equipa NTT Pro Cycling.

## Biografia
Danilo Wyss fez a sua aprendizagem de ciclista no clube Vélo-Club Orbe. Nas diferentes categorias de jovens, ele ganhou múltiplos títulos regionais e municipais em estrada e em ciclocross. Consegui igualmente o título de campeão suíço cadete em 2001 e terminou segundo em júnior em 2003 por trás do seu camarada de clube Michaël Randin. Faz-se igualmente remarcar na faixa aficionada e elites, sobretudo de pela sua rápida ponta de velocidade.
Em 2007, assina pela equipa semiprofissional Atlas Romer's Hausbäckerei e consegue, ao sprint, uma etapa das Três Dias de Vaucluse, onde participam numerosos profissionais. Em junho desse ano, ele obtém também o terceiro lugar da Paris-Roubaix esperanças. Em final de temporada, é estagiário na formação ProTour Saunier Duval-Prodir e termina quinto dos campeonatos mundiais esperanças.
Depois no mesmo ano, assina um contrato de dois anos nos profissionais da equipa americana-suíço BMC Racing.
Em 2014, faz parte os três corredores suíços retidos para a corrida em linha dos campeonatos mundiais, em companhia de Fabian Cancellara e Michael Albasini.
Em junho de 2015, consegue o campeonato da Suíça em estrada. Uma semana mais tarde, está à saída da sua primeira Tour de France, em Utreque nos Países Baixos. É gregário de Tejay van Garderen para as etapas de montanha. Com os seus colegas, consegue a nona etapa, disputada em contrarrelógio por equipas.
Em 2018, termina quarto do Arctic Race of Norway.
Em 2019, apanha a equipa Dimension Data após onze temporadas na BMC Racing.

## Palmarés e classificações mundiais

### Palmarés
- 2001
  -  Campeão da Suíça em estrada cadetes
- 2003
  - 2.º do campeonato da Suíça em estrada juniores
- 2006
  - 3.º do Giro de Canavese
  - 10.º do campeonato do mundo em estrada esperanças
- 2007
  - 3. ª etapa das Três Dias de Vaucluse
  - 2.º do Grande Prêmio Waregem
  - 3.º do Prix des Vins Henri Valloton]]
  - 3.º de Paris-Roubaix esperanças
  - 5.º do campeonato do mundo em estrada esperanças
- 2009
  - 1.ª etapa da Tour de Beauce
- 2012
  - 1.ª etapa da Tour de Trentin (contrarrelógio por equipas)
- 2015
  -  Campeão da Suíça em estrada
  - 9. ª etapa do Tour de France (contrarrelógio por equipas)

### Resultados nas grandes voltas

#### Tour de France
2 participações

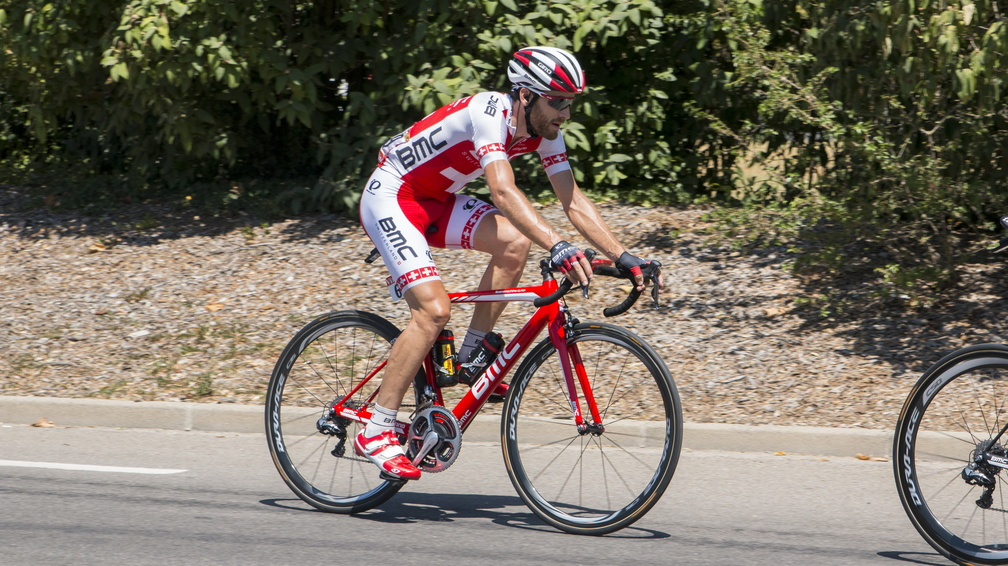
Danilo Wyss portador da camisola de Campeão da Suíça em estrada durante o Tour de France de 2015

- 2015 : 63.º, vencedor da 9. ª etapa (contrarrelógio por equipas)
- 2017 : 81.º

#### Giro d'Italia
6 participações
- 2010 : 97.º
- 2011 : 126.º
- 2012 : 82.º
- 2013 : 84.º
- 2014 : 84.º
- 2019 : 83.º

#### Volta a Espanha
3 participações
- 2013 : 72.º
- 2014 : 36.º
- 2016 : 44.º

### Classificações mundiais
| Ano                    | 2006   | 2007   | 2008  | 2009  | 2010   | 2011 | 2012 | 2013   | 2014 | 2015 |
| Calendário mundial UCI |        |        |       |       | 268.º. |      |      |        |      |      |
| UCI World Tour         |        |        |       |       |        | nc   | nc   | 181.º. | nc   | nc   |
| UCI America Tour       |        | 315.º. | 194.º | 129.º |        |      |      |        |      |      |
| UCI Europe Tour        | 594.º. | 176.º  | 478.º | 1119  | 853.º  |      |      |        |      |      |